# Marian Dreghici
Marian Dreghici (n. 1886 - d. 1965) a fost un deputat în Marea Adunare Națională de la Alba Iulia, Organismul Legislativ  Reprezentativ al „Tuturor românilor din Transilvania, Banat și Țara Ungurească”, cel care a adoptat hotărârea privind Unirea Transilvaniei cu România, la 1 decembrie 1918.:p. 77

## Biografie
Marian Dreghici a fost un deputat in Marea Adunare Națională de la Alba Iulia și stegar, născut în anul 1886 și decedat în anul 1965 la vârsta de 79 de ani.

## Activitate politică
A fost delegat din Uioara, județul Mureș la Marea Adunare Națională de la Alba Iulia din 18 noiembrie | 1 decembrie 1918 în calitate de reprezentant al Cercului Mureș-Uioara, județul Alba.